# 坂本太郎 (历史学者)
坂本太郎（日语：／ Sakamoto Tarō，1901年10月7日—1987年2月16日），日本历史学者。其主要研究日本古代史，生前是东京大学名誉教授、国学院大学名誉教授。1987年在东京去世，享年85岁。坂本出生于静冈县滨松市，其家族明治维新时期为静冈藩士，被分配到滨松的三方原。坂本先于滨松中学中接受教育至大正十二年（1923年），后进入东京帝国大学文学部国史学科学习，于昭和十二年（1937年）获得文学博士学位，博士论文为《大化改新的研究》。:九一（五〇五）

## 评价
在太平洋战争结束后，面对日本国内惨淡的历史研究形势，坂本先生努力稳定研究活动，整顿历史研究室，为日本新生的历史学者的培养营造了有利的氛围。坂本先生对于历史问题的研究讲究严格的实证主义，在其众多论文中，如《上代驿制研究》等都体现了其研究风格。:九二（五〇六）
1985年，其著作《日本史概说》被引入中国，由汪向荣、武寅、韩铁英翻译。在本书的译序中汪向荣如此评价坂本太郎：“坂本太郎是一位有代表性的日本史学家，其虽然站在一些特定的立场之上，用他熟悉的观点、方法来处理其本国历史，但是他没有忽略客观的存在。因此他在处理一些有争议的历史问题，对某些历史现象、事件做出评价时，绝大部分采取了实事求是的态度。”

## 脚注
1. ↑  . コトバンク.   [2025-03-19]. （原始内容存档于2025-02-26） （日语）.
2. 1 2  関, 晃. . 史学雑誌. 1987, 96 (4)  [2025-04-28]. doi:10.24471/shigaku.96.4_505.
3. ↑  坂本太郎. . 中华典藏.   [2025-03-31].
4. ↑  坂本太郎. . 中国社会科学文库.   [2025-03-21]. （原始内容存档于2025-04-13）.